# Compagnie de croisière

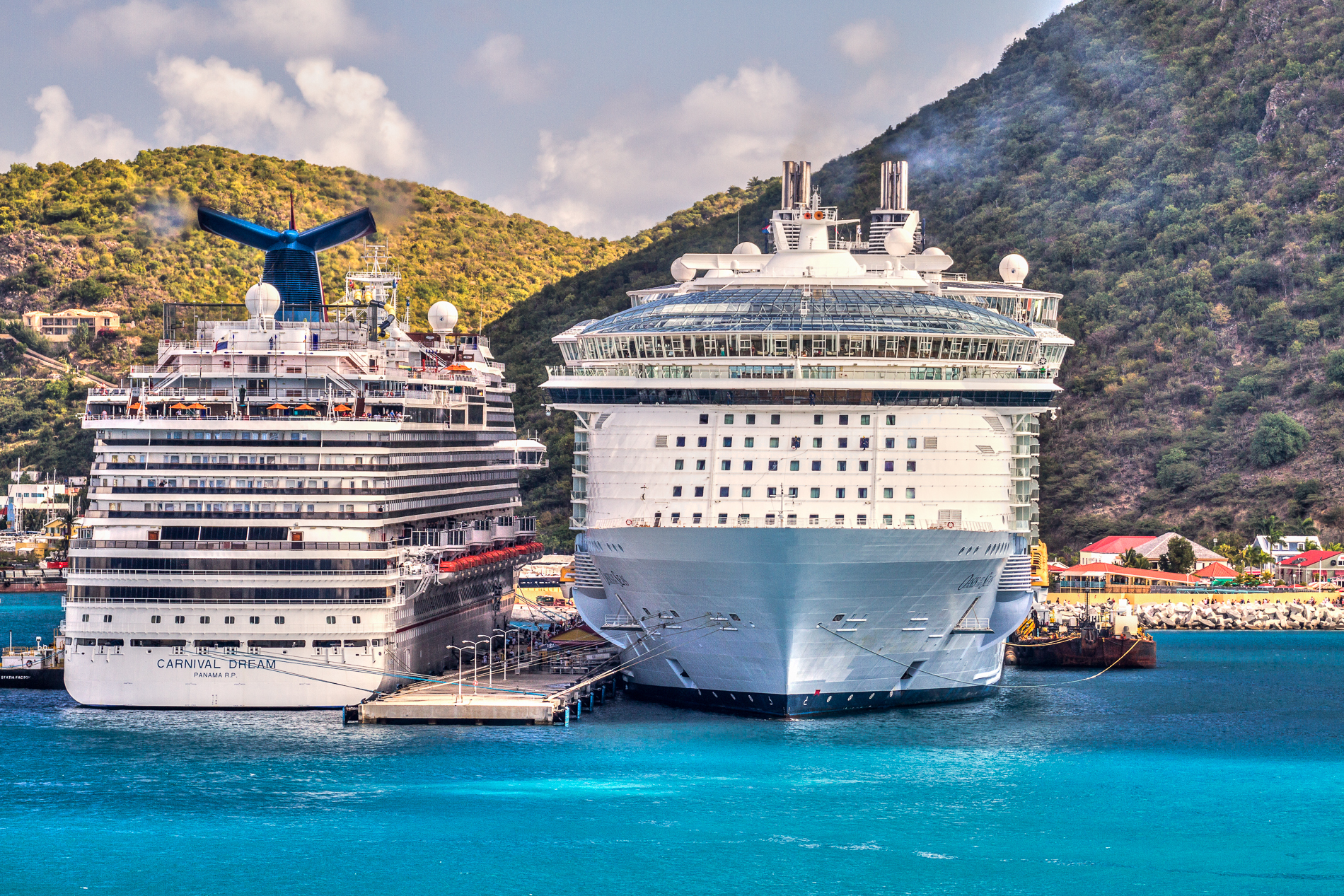
Oasis of the Sea et Carnival Dream HDR en 2009

Une compagnie de croisière est une compagnie maritime spécialiste des croisières, soit une entreprise touristique proposant des voyages récréatifs à bord de navires de croisière. Carnival Group, MSC Croisières, Costa Croisières ou Royal Caribbean International comptent parmi les principaux acteurs du secteur et n'opèrent que de grands paquebots.